# Telecí léta
Telecí léta (v anglickém originále The Blunder Years) je 5. díl 13. řady (celkem 274.) amerického animovaného seriálu Simpsonovi. Scénář napsal Ian Maxtone-Graham a díl režíroval Steven Dean Moore. V USA měl premiéru dne 9. prosince 2001 na stanici Fox Broadcasting Company a v Česku byl poprvé vysílán 12. srpna 2003 na stanici ČT1.

## Děj
Homer vezme rodinu do restaurace Pimento Grove, kde živě vystupují umělci. Jedním z nich je hypnotizér Mesmerino. Homer se přihlásí a Mesmerino ho zhypnotizuje, aby si myslel, že je mu pouze 12 let. Když Homer začne vzpomínat, začne nepřetržitě křičet. Druhý den přivedou Lenny a Carl Homera z práce dřív, protože stále křičí, a Líze a Marge se ho nakonec podaří uklidnit čajem Yaqui. Homer začne vzpomínat na události, které vedly k incidentu vyvolávajícímu křik: začíná to tím, že on, Lenny a Carl byli na túře v lese a střetli se s mladým Tlustým Tonym, když v tom je zachránil mladý Vočko. 
Když si současný Vočko všimne, že jeho bar je prázdný, přijde k Simpsonovým domů a vzpomene si, že když ten večer seděli u ohně, viděli málem havárii Springfieldské jaderné elektrárny. Druhý den se šli vykoupat do starého lomu a Homer skočil do vody, jenže zjistil, že lom není zatopen, nýbrž je v něm jen bahno. Homer si však vzpomíná, že v lomu nebyla voda, protože něco blokovalo přívodní potrubí, a když ji odblokoval, našel hnijící mrtvolu, což způsobilo, že začal křičet tak, že se mu od puberty změnil hlas. 
Po návratu do současnosti se Simpsonovi rozhodnou věc prošetřit. Vydají se do starého lomu, kde potkají náčelníka Wigguma, který jde s nimi. Marge použije extra savé papírové ručníky k odčerpání vody z lomu. Když z mrtvoly najdou jen kostru, vezmou její lebku s sebou a cestují potrubím. Zjistí, že potrubí končí v kanceláři pana Burnse, konfrontují ho kvůli mrtvole, ale on trvá na tom, že nikoho nezavraždil. Řekne jim, že mrtvý muž je otec Waylona Smitherse, Waylon Smithers starší. Ukáže jim starý záznam z bezpečnostních kamer, natočený během hrozícího nebezpečí, na němž se Smithersův otec obětoval tím, že vstoupil do nestabilního jádra reaktoru, aby zabránil roztavení, a podlehl radiaci. Burns pak před Smithersem zatajil pravdu, kterou se Smithers nicméně vzápětí dozvídá, protože vstoupí do místnosti. Burns se mu omlouvá a říká, že ho chtěl ušetřit toho, aby se dozvěděl pravdu o skutečné smrti svého otce. Smithers však přiznává, že je rád, že jeho otec zemřel jako skutečný hrdina, a ne od kmene divokých Amazonek, což mu Burns doposud tvrdil. 
Homer prohlásí případ strašidelného lomu za vyřešený a uloží lebku do své schránky „Vzpomínky“, přestože Marge naléhá, aby ji dal Smithersovi. V tu chvíli přijíždí Vočko, který našel nějaké stopy k případu. Přestože mu Homer a Marge řeknou, že případ byl vyřešen, když vidí sklíčeného Vočka, rozhodnou se ho pobavit tím, že mu dovolí, aby jim ukázal své stopy, což pokračuje až do titulků. Díl končí Homerovým křikem, který je slyšet během loga Gracie Films a Fox.

## Produkce
Scénář k dílu napsal Ian Maxtone-Graham a epizodu režíroval Steven Dean Moore. Poprvé byla odvysílána na stanici Fox ve Spojených státech 9. prosince 2001. Ačkoli autorem epizody je Maxtone-Graham, původní nápad na díl, v němž Homer našel mrtvolu Smithersova otce, vymyslel scenárista a vedoucí pořadu Al Jean. Dokud scenáristé nezapojili retrospektivu do Homerova dětství, jmenovala se epizoda Smithers' Father's Apparent Murder. Retrospektiva připomínala příběh filmu Stůj při mně, natočeného podle novely Tělo od Stephena Kinga. V tomto okamžiku scenáristé změnili název epizody na The Blunder Years.
První Homerova vzpomínka ukazuje klip, v němž padá ze Springfieldské rokle na skateboardu, což je scéna převzatá z epizody Ďábelský Bart. Štáb Simpsonových se obával, že by si lidé kvůli tomu mohli myslet, že díl je ve skutečnosti sestřih klipů, a tak část zkrátili. Štáb také debatoval o tom, jak děsivě bude vypadat mrtvola Smithersova otce. První návrh byl „hororovější“ než ten, který byl vidět v dílu, a více se podobal Smithersovi. Mrtvola viděná v epizodě byla pozměněnou verzí prvního návrhu. Video zaznamenané bezpečnostní kamerou pana Burnse mělo být původně natočeno ve stejném úhlu jako skutečná bezpečnostní kamera, ale podle režiséra Stevena Deana Moora musel štáb kvůli dodržení děje „ztratit úhel kamery“, což vedlo k určitému zmatku, protože jeden ze záběrů byl zevnitř jádra, takže to vypadalo, jako by bezpečnostní kamera byla skutečně uvnitř. Štáb měl v úmyslu záběr vystřihnout, ale později se rozhodl jej ponechat. Jean v audiokomentáři na DVD k epizodě vysvětlil, že „si toho nikdo nikdy nevšiml“. Na konci dílu se původně měl objevit Chad Sexington na rande s Marge, což mělo způsobit, že Homer začne opět nekontrolovatelně křičet. Byl však vystřižen ve prospěch improvizace Hanka Azarii v roli Vočka, což byla podle scenáristky Simpsonových Carolyn Omineové Azariova „nejoblíbenější věc, kterou kdy v Simpsonových dělal“.
Americký herec a režisér Paul Newman v dílu hostoval jako on sám, měl však pouze jednu větu dialogu. Newman nahrál přibližně 5–6× svou repliku po telefonu z natáčení filmu, který v té době natáčel. Podle Maxtone-Grahama Newman nahrál svou repliku bez jakýchkoli příprav: „Prostě řekl ‚Jistě, udělám to.‘ a udělal to okamžitě.“. V epizodě se také objevují Joe Mantegna, který dabuje mladého Tlustého Tonyho, a velšská zpěvačka a skladatelka Judith Owenová, manželka člena štábu Simpsonových Harryho Shearera.

## Kulturní odkazy
Anglický název epizody je odkazem na televizní pořad The Wonder Years. Homerovy vzpomínky na dětství byly založeny na ději filmu Stůj při mně, který vychází z novely Stephena Kinga Tělo. Scény v lomu však byly natočeny podle filmu Breaking Away o dospívání režiséra Petera Yatese. Značka papírových ručníků Burly, jež se v dílu objevuje, vychází ze skutečné značky Brawny Paper Towels. Model papírových ručníků Burly, který se jmenoval Chad Sexington, vycházel z loga papírových ručníků Brawny; podle Deana Moora však bylo logo během „roku nebo dvou“ po epizodě změněno na bruneta. Na jedné ze stěn v Pimento Grove jsou zobrazeny fotografie několika postav a hostujících hvězd, jež se objevily v Simpsonových, včetně Birche Barlowa, Stephena Hawkinga a Ringo Starra. Mesmerino později čte dopis podobně jako Carnac the Magnificent, kterého hrál Johnny Carson v The Tonight Show Starring Johnny Carson.

## Vydání
Po vydání 13. řady Simpsonových na DVD a Blu-ray se díl dočkal smíšených reakcí. 
Dominic von Riedermann z časopisu Suite101 díl hodnotil kladně a uvedl, že se jedná o jeden z „komediálních klenotů“ sezóny, přičemž pochválil zejména hostování Paula Newmana.
Jennifer Malkowski napsala pro DVD Verdict příznivou recenzi dílu s hodnocením B a jako vrchol epizody označila scénu, v níž „Homer říká, že nalezení mrtvoly vysvětluje vše, co se v jeho životě pokazilo – zejména jeho strach z mrtvol“.
Colin Jacobsson z DVD Movie Guide byl pozitivní a označil díl za „přiměřeně zábavnou parodii (na Stůj při mně)“. Líbila se mu „Margina touha po Burlym“ a „Homerův zběsilý strach“ a na závěr uvedl, že ačkoli v epizodě nic „neoslní“, přesto „dává dohromady dobrý díl“.
Ron Martin ze serveru 411mania byl z epizody méně nadšený. Označil ji za „špatnou parodii na Stůj při mně“ a napsal, že „veškeré momenty, které tato epizoda mohla mít, jsou anulovány neustálým otravným Homerovým křikem v první polovině dílu“.